# Observatorul Paranal

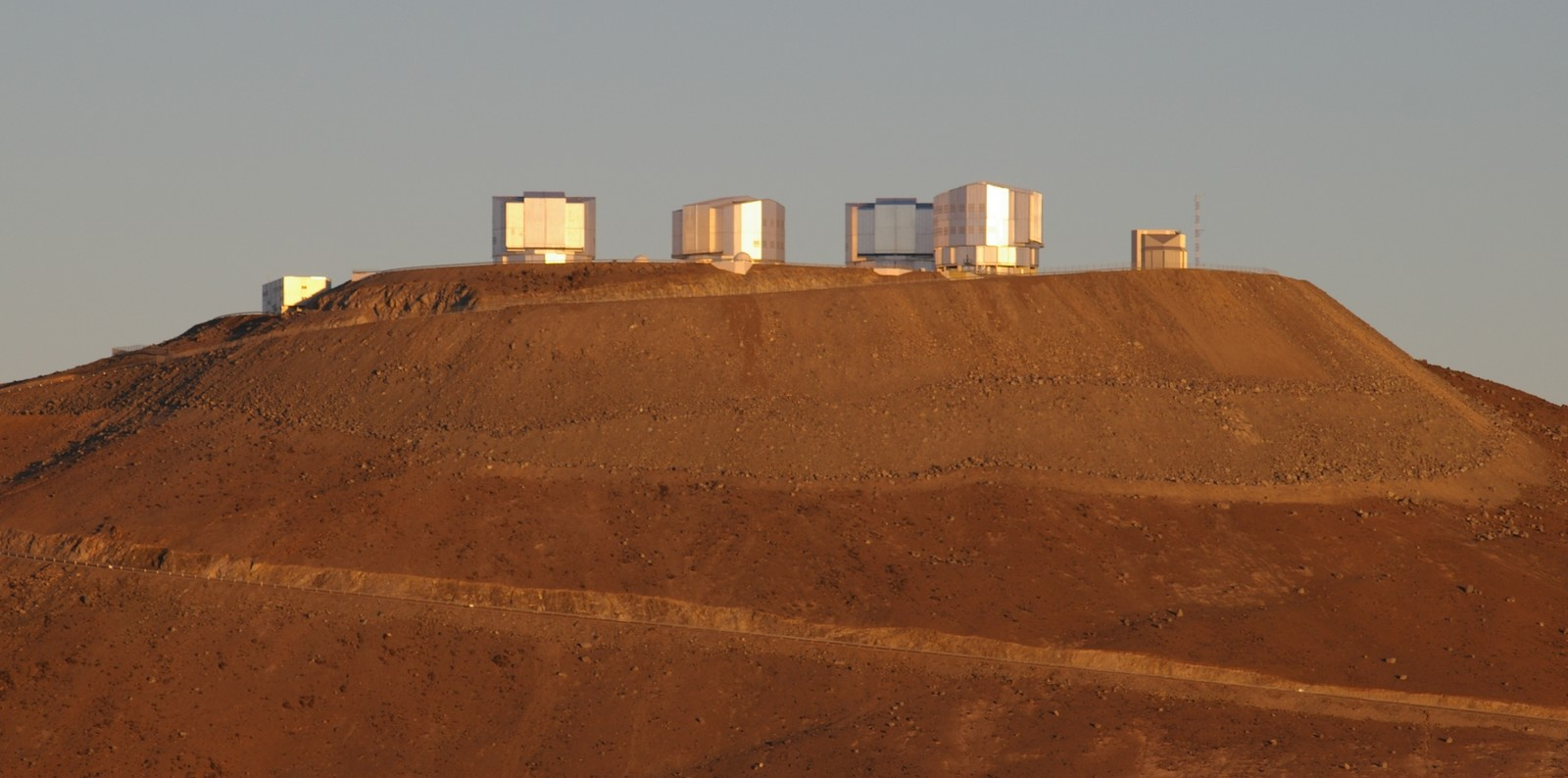
Cerro Paranal este vârful principal al observatorului, unde se află VLT (patru unități) și VST (dreapta).

Observatorul Paranal este un observator astronomic operat de către European Southern Observatory (ESO). Acesta este situat în deșertul Atacama din nordul Chile, pe muntele Cerro Paranal, la 2.635 m altitudine, la 120 km sud de Antofagasta. După suprafața totală de colectare a luminii, este cel mai mare observator optic-infraroșu din emisfera sudică; la nivel mondial, este al doilea după Observatorul Mauna Kea din Hawaii.
Very Large Telescope (VLT), cel mai mare telescop de la Paranal, este compus din patru telescoape separate de 8,2 m. În plus, cele patru telescoape principale pot fi utilizate simultan pentru o capacitate suplimentară de colectare a luminii și pentru interferometrie.

## Telescoape
- Very Large Telescope (VLT)
- VISTA Survey Telescope
- VLT Survey Telescope (VST)